# Selectivitat (d'un mètode analític)

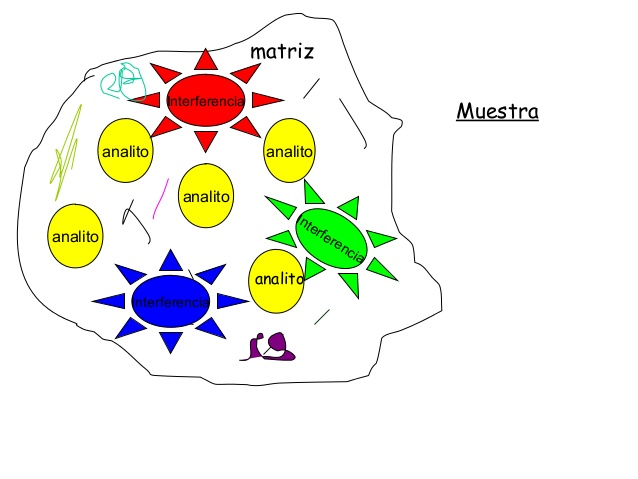
Selectivitat (química analítica)

En química analítica, la selectivitat és l'extensió en la qual un mètode analític pot usar-se per a determinar anàlits particulars en mescles o matrius sense interferències d'altres components amb un comportament similar. Ens indica, doncs, fins a quin punt la concentració d'un anàlit predita pel mètode pot estar afectada per altres interferències presents en la mostra. Arran d'això, la interferència és aquella substància que causa un error sistemàtic en la determinació d'un anàlit d'una magnitud relativa igual o superior a un valor establert. És per això que sovint poden distorsionar el senyal d'anàlit d'interès, evitant la seva identificació, o provocant un error sistemàtic.

## Característiques d'un mètode analític
Conceptes clars a l'hora de portar a terme un mètode analític i la seva diferència conceptual:
- Exactitud: grau de concordança entre el valor obtingut de la concentració de l'anàlit en la mostra i el valor vertader.
- Precisió: grau de concordança mútua entre un grup de resultats obtinguts en aplicar repetitivament i independentment el mateix mètode analític a alíquotes de la mateixa mostra.
- Sensibilitat: capacitat d'un mètode analític per discriminar entre concentracions semblants de l'anàlit en la mostra o capacitat per poder detectar o quantificar petites concentracions de l'anàlit en la mostra.
- Selectivitat: capacitat d'un mètode per originar resultats que depenguin de forma exclusiva de l'anàlit per a la identificació o quantificació de la mostra.
- Duresa: propietat d'un mètode analític, que descriu la seva resistència al canvi de resposta quan s'aplica independent a alíquotes de la mateixa mostra variant lleugerament les condicions experimentals.
- Fiabilitat: capacitat d'un mètode per mantenir l'exactitud i precisió al llarg del temps.

## Coeficient de selectivitat
En presència d'una substància interferent, la resposta instrumental mesurada per una mostra concreta a partir d'un procediment determinat analític s'expressa:
| rA,I=r0+rA+rI (1) rA,I → resposta intrumental obtinguda r0 → resposta sense anàlit ni instrumental rA → resposta instrumental per l'anàlit rI → resposta de l'interferència |

L'equació (1) també es pot expressar de la forma:
| rA,I=r0+KAcA+KA,IcI (2) KA i KI → sensibilitats parcials de l'anàlit i l'interferència cA → concentració de l'anàlit cI → concentració de la substància interferent |

Finalment, l'equació (2) es pot escriure de la manera següent, la qual obtindrem directament el coeficient de selectivitat:
| rA,I=r0+kA(cA+KA,IcI) (3) |

Tenim, doncs, que si aïllem de la fórmula (3) els valors parcials de l'anàlit (kA) i els valors parcials de la interferència (kI) i els dividim respectivament, obtindrem el coeficient de selectivitat (KA,I), i la inversa de tal obtindrem l'índex de selectivitat:

## Comprovació de la selectivitat
S'han proposat diferents mesures per a la selectivitat IUPAC 2001. Quan el mètode analític comporta un calibratge univariant, la selectivitat es pot caracteritzar per una sèrie de coeficients KA,I per a cada interferent potencial present a la mostra IUPAC 2002, tal com s'ha comentat més amunt. Aquests coeficients es poden calcular determinant kA,I i kI de forma independent o mesurant rA,I en presència o absència de quantitats conegudes d'anàlit i interferent. Dues altres formes de comprovar la selectivitat són mitjançant l'anàlisi de mostres d'assaig a les que s'han afegit interferències de forma deliberada o bé mitjançant l'ús de tècniques confirmatòries, com la cromatografia de gasos amb detecció per espectrometria de masses (GC-MS) o la cromatografia de líquids amb detecció espectrofotometria UV-Visible amb un detector de díodes en fila (chromatography detector).
Veiem que la selectivitat és un paràmetre de qualitat fonamental de qualsevol mètode analític, perquè afecta de forma directa un altre paràmetre clau, l'precisió i exactitud. La manca de selectivitat, deguda a la presència de substàncies interferents, provoca errors sistemàtics en els resultats d'assaig. Hem vist també que el químic analític disposa de diferents opcions per aconseguir una major selectivitat, ja sigui mitjançant l'eliminació directa de les interferències, mitjançant l'optimització de les condicions experimentals o instrumentals, o bé mitjançant l'anàlisi multicomponent i la utilització del calibratge multivariant.

## Química bioanalítica
El terme de bioanàlisi no hauria de reservar-se només a la resolució de mostres o anàlits de caràcter biològic, sinó també a l'ús de la reacció biològica i del reactiu biomolecular per a l'obtenció d'informació analítica. És aquest vessant la que està influint de manera decisiva en el desenvolupament de noves metodologies bioanalítiques, amb nombrosos avantatges respecte als mètodes analítics tradicionals. Un problema de la Química Analítica clàssica, la selectivitat, es pot resoldre amb la integració de reactius d'origen biològic: mitjançant el bioreconeixement s'aconsegueix simplificar el procediment analític i evitar així complexos tractaments de la mostra. D'altra banda, l'ús de reactius d'origen biològic permet assolir millors límits de detecció. Els mètodes emprats en química bioanalítica inclouen, en l'actualitat, mètodes instrumentals analítics clàssics, com la cromatografia i l'espectrometria de masses, i d'altres mètodes derivats de la biologia molecular, com la PCR en temps real (reacció en cadena de la polimerasa quantitativa o a temps real), els mètodes enzimàtics, o els mètodes immunològics.